# Герб Здолбунова
Герб Здолбу́нова — офіційний символ міста Здолбунів Рівненської області. Затверджений 24 липня 1996 року сесією Здолбунівської міської ради.

## Опис (блазон)
У червоному полі перехрещені срібні кайло, молоток та залізничний ключ.
Щит обрамований декоративним картушем та увінчаний срібною міською короною.

## Зміст
Символи підкреслюють роль Здолбунова як одного з найбільших залізничних вузлів. Кайло символізує назву міста, молоток та ключ — залізничну і будівельну галузі промисловості. Червона та срібна барви вказують на знаходження Здолбунова на Волині.

## Автор
Автор — Ю. П. Терлецький.